# Comanthoides gillstromi
Comanthoides gillstromi är en sjöliljeart som beskrevs av McKnight 1977b. Comanthoides gillstromi ingår i släktet Comanthoides och familjen Comasteridae. Inga underarter finns listade i Catalogue of Life.